# Aeroporto di Mason-Jewett
L'Aeroporto di Mason, chiamato talvolta Mason Jewett Field, è un aeroporto statunitense situato a Mason nella Contea di Ingham dello stato federato del Michigan.
L'aeroporto è stato aperto nel luglio 1944.

## Galleria d'immagini

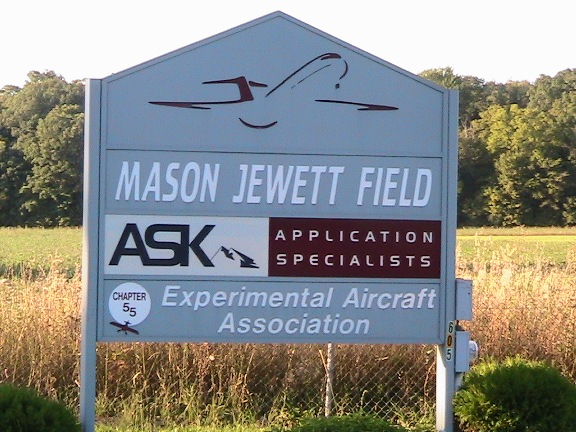
Indicazioni per l'aeroporto
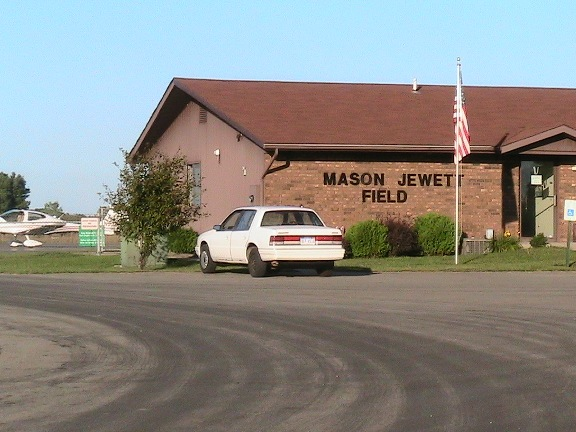
Terminal
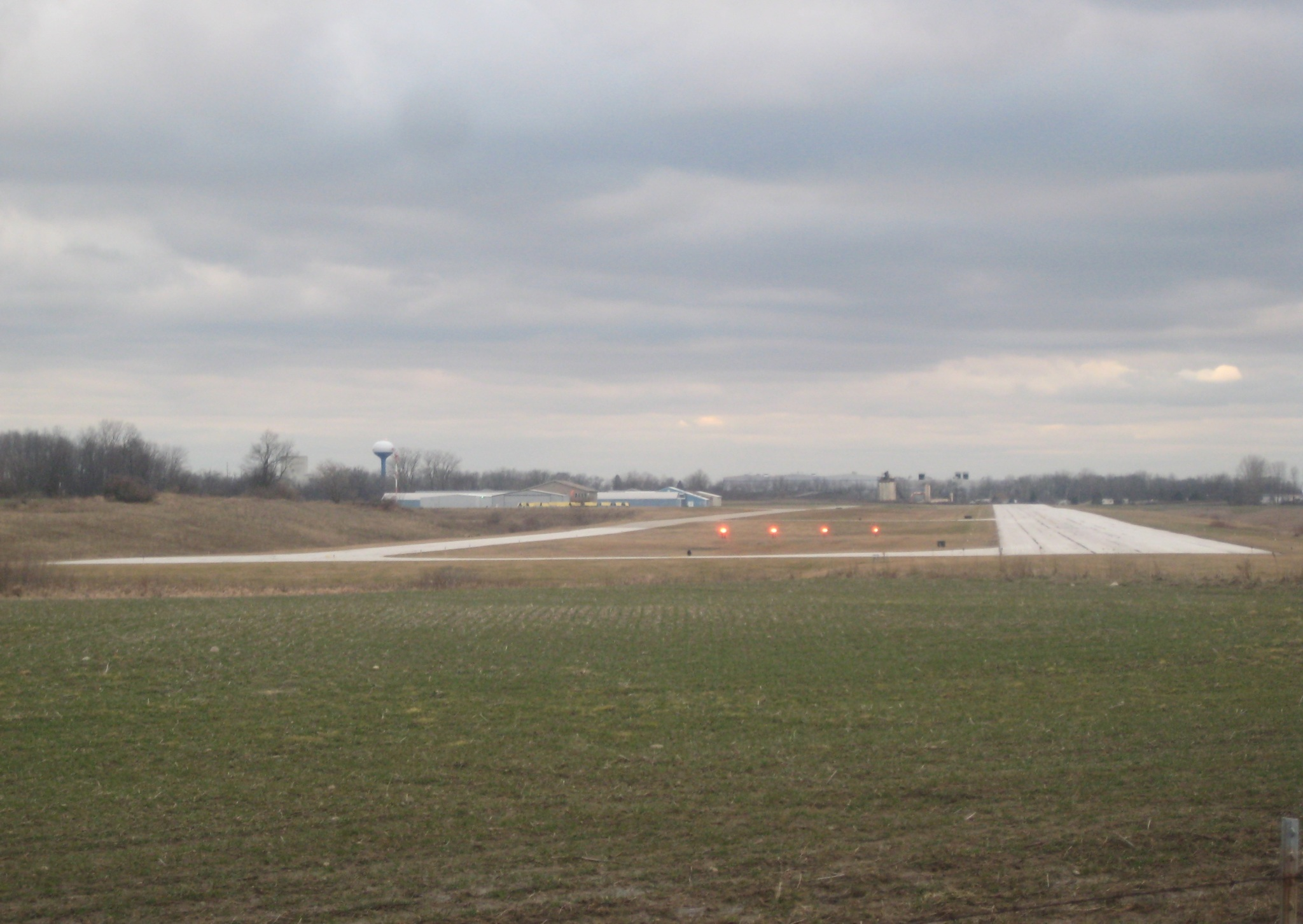
Pista di atterraggio 10R/28L